# Heleioporus australiacus
Heleioporus australiacus är en groddjursart som först beskrevs av Shaw och Frederick Polydore Nodder 1795.  Heleioporus australiacus ingår i släktet Heleioporus och familjen Limnodynastidae. IUCN kategoriserar arten globalt som sårbar. Inga underarter finns listade i Catalogue of Life.